# 744
744 (DCCXLIV) var ett skottår som började en onsdag i den julianska kalendern.

## Händelser

### Februari
- Kung Liutprand av Lombarderna avlider av naturliga orsaker efter en 32-årig regeringstid, under vilken han besegrade hertigarna av Spoleto och Benevento och gjorde Lombardriket till en mäktig nation. Han efterträds av Hildeprand, som kallas "den värdelösa" och är brorson eller sonson till Liutprand. Hildeprand blir härskare över langobarderna.[1]

### April
- Kalifen Al-Walid II belägras i sitt slott utanför staden Damaskus. Han besegras och dödas av arabiska styrkor under Sulayman ibn Hisham. Hen efterträds av sin kusin Yazid III, men denne dör kort därefter av en hjärntumör.

### Oktober
- Hildeprand avsätts av adelsrådet på grund av sin inkompetens som härskare. Han efterträds av Ratchis, som tidigare var hertig av Friuli, som blir kung av langobarderna. Ratchis sluter fred med påven Zacharias.
- Borgmästaren Pippin den lille, som styr Neustrien och Burgund, invaderar Schwaben i sydvästra Tyskland och jagar bort hertig Theodebald I, av Alemannia från hans berg Tvibel i Alsace.[2]
- Efter Yazid III:s död blir Ibrahim ibn Walid ny Umayyad-kalif.

### November
- 18 november — Slaget vid Aynülcer utkämpas mellan Umayyadernas Azerbajdzjan- och Irminiyeguvernör Marvan ibn Muhammed, som inleder ett uppror, och kalifens armé under Ibrahim bin Walid. Marwan besegrar kalifens armé och går in i Damaskus, där han utropar sig till kalif.

## Födda
- Peter av Pisa, filolog.

## Avlidna
- Hildeprand, kung över langobarderna.
- Liutprand, kung över langobarderna.